# Torremocha del Pinar
Torremocha del Pinar ist ein Ort und eine Gemeinde (municipio) mit 35 Einwohnern (Stand: 2024) im Nordosten der Provinz Guadalajara in der Autonomen Gemeinschaft Kastilien-La Mancha in Zentralspanien.

## Lage und Klima
Torremocha del Pinar liegt im Iberischen Gebirge im Osten der Provinz Guadalajara in einer Höhe von 1290 m. Die Entfernung zur westsüdwestlich gelegenen Provinzhauptstadt Guadalajara beträgt ca. 75 Kilometer (Fahrtstrecke). Das Klima ist warm und gemäßigt; der Jahresgesamtniederschlag von 509 mm verteilt sich über das ganze Jahr.

## Bevölkerungsentwicklung
| Jahr      | 1960 | 1970 | 1981 | 1991 | 2001 | 2011 | 2021 |
| Einwohner | 361  | 257  | 144  | 85   | 68   | 48   | 37   |

## Sehenswürdigkeiten
- Marienkirche